# Maïmouna Samaké
Maïmouna Samaké er en ivoriansk håndboldspiller.

## Klubber
- Tiassalé HBC